# دختر (ورتیگو)
دختر (ورتیگو) (به انگلیسی:girl (vertigo))  یک کتاب سه‌موضوعه از سری کتاب‌های محدود شده‌ی کُمیک نوشته شده توسط پیتر میلیگان و کشیده‌شده توسط دانکن فگردو، است. این داستان در سال ۱۹۹۶توسط ورتیگو کُمیکس (vertigo comics) منتشر شد.

## خلاصه داستان
این داستان به‌دنبال سواستفاده‌های سیمون کندی پانزده‌ساله شروع می‌شود، یک ساکن بولوکس‌تاون (محل انگلیسی داستان)، که سعی می‌کند بی‌تفاوتی و ناراضی‌اش برای زندگی را معنا ببخشد (اوایل او دختران، پسران، لاتاری، ستارگان پاپ، لباس‌ها، ورزش‌ها، تامپون، تلویزیون، بولوکس‌تاون و ناراضی‌های رئیسش را نقل می‌کند). سپس پس از ملاقات «نسخه‌ی بلوند خودش»، به نام پولی، سیمون سعی می‌کند، مرز بین واقعیت و خیال را حفظ کند و برای زندگی فاسد خود هدفی بیابد.